# Friedrich Karl Flick
Friedrich Karl Flick (* 3. Februar 1927 in Berlin; † 5. Oktober 2006 in Auen am Wörthersee) war ein deutsch-österreichischer Unternehmer und Milliardär.

## Leben
Friedrich Karl Flick war der jüngste Sohn des Unternehmers Friedrich Flick (1883–1972) und dessen Frau Marie Schuß (1890–1966). Ab seinem zehnten Lebensjahr wuchs er in Oberbayern auf dem Hof Sauersberg bei Bad Tölz auf. Nach dem Abitur 1944 in Bad Tölz wurde er nicht zur Wehrmacht einberufen, sondern absolvierte bei der damals familieneigenen Maxhütte ein Praktikum, bevor er sich zum Wintersemester 1945/46 an der Universität München im Bereich Volks- und Betriebswirtschaftslehre immatrikulierte. Ein Studium schloss er 1951 als Diplom-Kaufmann ab und legte 1965 an der Universität Köln die Dissertation Der Qualitätswettbewerb im marktwirtschaftlichen System vor, mit der er am 26. Februar 1965 promoviert wurde.
Bereits 1957 begann er im Konzern seines Vaters Friedrich Flick zu arbeiten. Dieser war 1947 bei den Nürnberger Prozessen wegen Kriegsverbrechen, Verbrechen gegen die Menschheit, Zwangsarbeit, Deportation zur Sklavenarbeit und Plünderung und der Mitgliedschaft in einer verbrecherischen Organisation zu sieben Jahren Haft verurteilt worden und kam bereits 1950 nach drei Jahren Haft wieder frei. Es gelang ihm unter Mitwirkung seines Sohnes Friedrich Karl, bis zum Ende der 1960er-Jahre sein Industrieimperium, bestehend aus Stahlunternehmen in Bayern, dem Sieger- und Sauerland, dem Papierhersteller Feldmühle, den Unternehmen Buderus und Dynamit Nobel wiederherzustellen. Friedrich Flick verlagerte seinen Interessenschwerpunkt von der Stahlindustrie hin zur verarbeitenden Industrie und erwarb in diesem Zusammenhang einen bedeutenden Anteil am Aktienkapital von Daimler-Benz.
Friedrich Karl Flick wurde 1962 alleiniger persönlich haftender Gesellschafter der Holding-Unternehmen des Papier- und Chemiesektors sowie des Fahrzeugbaus. Sein älterer Bruder Otto-Ernst strengte erfolglos einen Prozess gegen den Vater an, der ihm 1958 die Generalvollmacht entzogen hatte. Mit der Zahlung einer großen Barabfindung im Jahr 1966 an Bruder Otto-Ernst und (1975) dessen Söhne Friedrich Christian und Gert-Rudolf schieden diese aus dem Unternehmen aus. Auch der langjährige persönlich haftende Gesellschafter Eberhard von Brauchitsch war 1970 ausgeschieden. Nach dem Tod seines Vaters erbte Friedrich Karl Flick im Jahr 1972 den größten Teil des Familienvermögens, welches zu einem beträchtlichen Teil auf die Ausnutzung von Zwangsarbeit in der Zeit des Nationalsozialismus zurückging (in der Tat bestand die Belegschaft der Flick-Betriebe während des Krieges zwischenzeitlich zur Hälfte aus Zwangsarbeitern) und zahlte seine Nichte Dagmar und die beiden genannten Neffen aus. Als Alleininhaber der Holding Friedrich Flick KGaA gehörten ihm 330 Unternehmen mit einem Jahresumsatz von 18 Milliarden DM und mit über 300.000 Beschäftigten.
Dazu gehörte auch ein großes Aktienpaket von Daimler-Benz im Wert von fast zwei Milliarden DM, das er 1975 an die Deutsche Bank verkaufte. Durch eine Genehmigung des Wirtschaftsministeriums mussten für die dabei erzielten Gewinne keine Steuern gezahlt werden. Diese Sondergenehmigung wurde seinerzeit damit begründet, dass Flick den größten Teil des Veräußerungserlöses durch den Kauf des Industrieversicherers Gerling und der WR Grace volkswirtschaftlich nützlich wieder angelegt habe. Im Jahr 1983 wurde entdeckt, dass 25 Millionen DM zwischen 1969 und 1980 als Parteispenden an die im Bundestag vertretenen Parteien geflossen waren. Es kam der Verdacht der Bestechlichkeit auf. Gegen Friedrich Karl Flick selbst wurde bei der Flick-Affäre keine Anklage erhoben, da Eberhard von Brauchitsch als sein wieder eingestellter Generalbevollmächtigter „die Bonner Landschaft gepflegt“ hatte (Metapher für Korruption). Als ehemaliger beziehungsweise amtierender FDP-Wirtschaftsminister wurden Hans Friderichs und Otto Graf Lambsdorff sowie von Brauchitsch zu Bewährungs- beziehungsweise Geldstrafen verurteilt. Lambsdorff und auch Bundestagspräsident Rainer Barzel traten von ihren Ämtern zurück.
1984 erzielte die Friedrich Flick Holding einen weltweiten Umsatz von 22 Milliarden DM mit nur noch 43.000 Beschäftigten. 1985 verkaufte er den Rest seiner Unternehmen für 5,4 Milliarden DM (rund 2,7 Milliarden Euro) an die Deutsche Bank.
Aus seiner zweiten Ehe mit Ursula Reuther stammen die Töchter Alexandra und Elisabeth (verheiratet mit dem Österreicher Alexander Auersperg-Breunner). 1990 heiratete Flick in dritter Ehe die 30 Jahre jüngere Österreicherin Ingrid Ragger, Tochter eines Zimmermanns aus dem Lavanttal. Flick und Ragger hatten einander am Arlberg kennengelernt, wo Ragger als Rezeptionistin arbeitete. 1999 kamen die Zwillinge Victoria-Katharina und Karl Friedrich zur Welt. 1994 ließ Flick sich in Österreich nieder und nahm im gleichen Jahr auch die österreichische Staatsbürgerschaft an. In Österreich gründete er die Flick-Stiftung. Er war passionierter Jäger, unterhielt in Oppenberg in der Steiermark eine eigene Jagd und lebte unter anderem am Wörthersee, wo er am 5. Oktober 2006 im Kreis seiner Familie verstarb. Friedrich Karl Flick ist Ehrenbürger der Großgemeinde Deutsch Jahrndorf in Österreich.

## Zwangsarbeiter
Friedrich Karl Flick weigerte sich (wie schon sein Vater bis zu seinem Tod), eine Entschädigung an die Zwangsarbeiter des Flick-Konzerns im Zweiten Weltkrieg zu leisten. Laut Aussage des früheren BDI-Präsidenten Hans-Olaf Henkel in der ARD-Tagesschau vom 6. Oktober 2006 hat Friedrich Karl Flick sich als einer der ganz wenigen Unternehmer in Deutschland nicht an dem Entschädigungsfonds für die Zwangsarbeiter der Nazi-Zeit beteiligt.
Die Stiftung „Erinnerung, Verantwortung und Zukunft“ wurde im August 2000 von der Bundesregierung und der Stiftungsinitiative der deutschen Wirtschaft je zur Hälfte mit zehn Milliarden DM ausgestattet, um ehemalige Zwangsarbeiter des NS-Regimes zu entschädigen. Sie ist eine durch Bundesgesetz geschaffene Stiftung öffentlichen Rechts mit Sitz in Berlin.

## Vermögen
Über die genaue Höhe von Flicks Vermögen, zu dem Villen in Düsseldorf, München-Herzogpark, Seeshaupt, Palm Springs, New York, Kreuzlingen (Schloss Ebersberg), Kärnten und der Steiermark gehörten, beziehungsweise das seiner in Österreich errichteten Flick-Stiftung gibt es unterschiedliche Angaben. Nach eigenen Angaben legte er zehn Prozent des Verkaufserlöses in Immobilien, den Rest in europäischen, amerikanischen und asiatischen Aktien und Anleihen an. Im Juni 2005 wurde es vom österreichischen Wirtschaftsmagazin Trend auf 6,5 Milliarden Euro geschätzt, was Flick zum damals reichsten Österreicher gemacht hätte. Das deutsche Manager-Magazin wiederum schätzte das Vermögen der Flick-Stiftung auf 5,5 Milliarden Euro, womit er dem Bericht zufolge gemeinsam mit der Familie Otto auf Rang 5 der Liste der reichsten Deutschen lag.

## Grabschändung

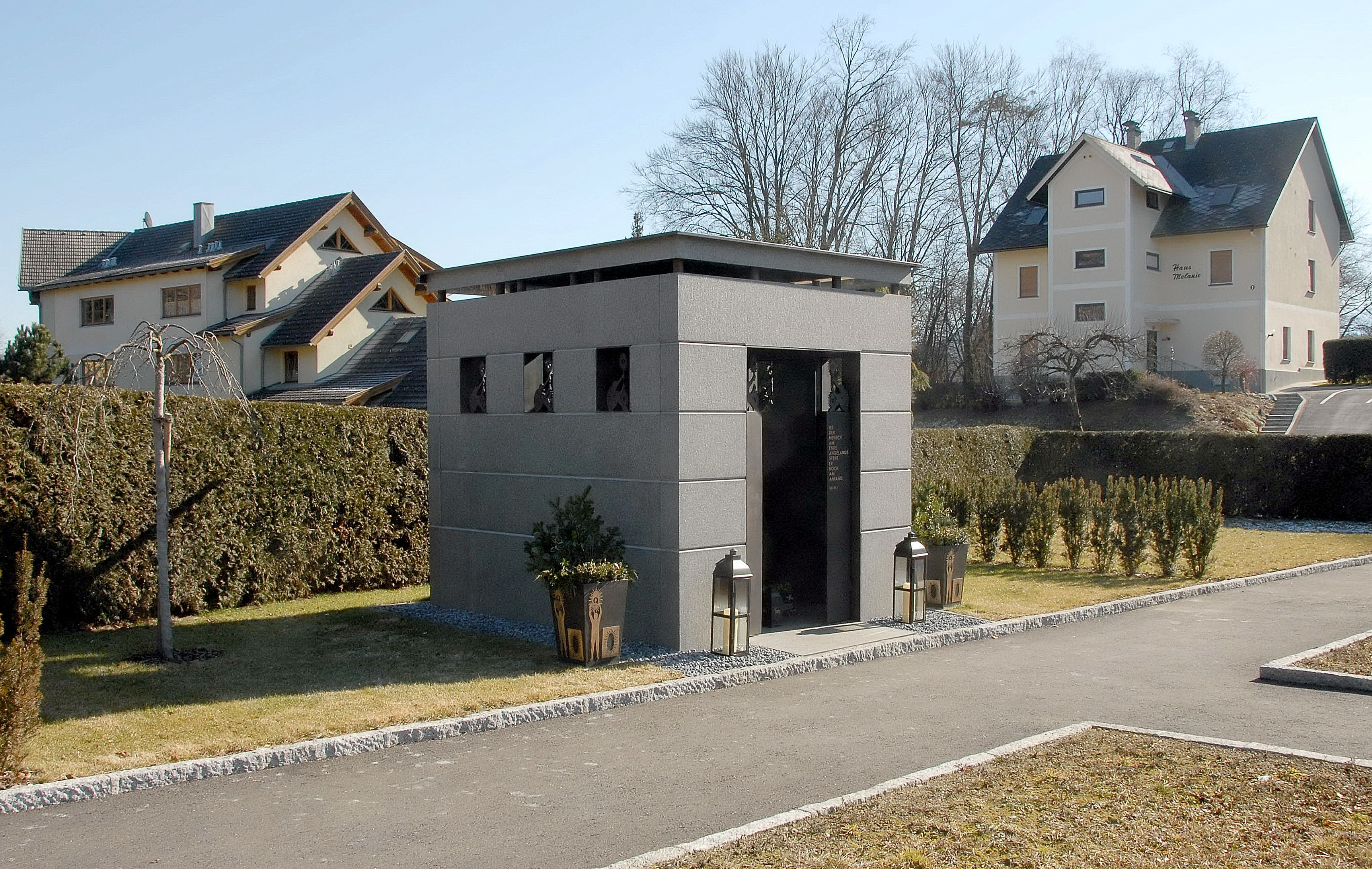
Mausoleum für Friedrich Karl Flick am Ortsfriedhof in Velden am Wörther See

Mehrere unbekannte Täter haben in der Zeit zwischen dem 12. und 14. November 2008 die Grabstätte von Friedrich Karl Flick im Familienmausoleum in Velden am Wörthersee geschändet. Dabei wurde der Edelstahlsarg samt Leichnam gestohlen. Außerdem wurden die beiden Nullen des Todesdatums (2006) von der Grabplatte entfernt.
Aufgrund fehlender Hinweise wurden die Ermittlungen im August 2009 durch die zuständige österreichische Staatsanwaltschaft vorerst abgebrochen. Mitte November 2009, ein Jahr nach der Tat, verjährte die Straftat der Grabschändung nach österreichischem Recht.
Am 29. November 2009 tauchten Sarg und Leichnam in Budapest wieder auf; die Polizei verhaftete in Budapest Teile der mutmaßlichen Entführergruppe der Flick-Leiche. Nach Angaben der österreichischen und ungarischen Polizei wollten die Diebe von der Familie des Verstorbenen sechs Millionen Euro erpressen. Der mutmaßliche Drahtzieher, ein 41-jähriger Rechtsanwalt aus Budapest, und ein Handlanger wurden festgenommen, nach vier weiteren Verdächtigen wird noch gefahndet. Der Sarg wurde nach der kriminaltechnischen Untersuchung wieder an die Familie Flick übergeben und am 3. Dezember 2009 erneut beigesetzt. Neue Sicherheitsanlagen am Mausoleum sollen künftig weitere Grabschändungen verhindern.

## Auszeichnungen
- 1997: Großes Goldenes Ehrenzeichen mit dem Stern für Verdienste um die Republik Österreich[11]